# Jaume Vilalta i Gonzàlez
Jaume Vilalta i González (Reus, Baix Camp, 1928 - Barcelona, Barcelonès, 21 de setembre 2005) fou un advocat català.

## Trajectòria
Havia estat director general de diverses empreses, i amb Josep Espar i Ticó, Ramon Fuster i Rabés, Jordi Maluquer i Bonet, Enric Cirici, Josep Maria Puig i Salellas, Miquel Esquirol, Albert Conejos i alguns periodistes, impulsà una campanya de subscripció popular per a publicar un diari en català, que aparegué el 23 d'abril de 1976, el diari Avui.
Vilalta fou nomenat gerent del nou diari i assumí la presidència d'empresa editora, Premsa Catalana S.A. També fou membre de Convergència Democràtica de Catalunya, i fou el primer cap de Promoció de la Premsa del Departament de Cultura de la Generalitat de Catalunya, cap de gabinet de Joan Granados i Duran a la Corporació Catalana de Ràdio i Televisió i conseller de 1994 a 2002. El 2003 va rebre la Creu de Sant Jordi.